# Emil Strankmüller
Emil Strankmüller (26. února 1902, Vídeň – 28. února 1988, Písek) byl československý voják a zpravodajský důstojník, účastník zahraničního protinacistického odboje.

## Mládí
Narodil se 26. února 1902 ve Vídni v rodině trafikanta. Rodina se v roce 1917 přestěhovala do Prahy, kde absolvoval gymnázium a v roce 1922 maturoval.

## Vojenská služba
Dne 1. října 1922 nastoupil do Vojenské akademie v Hranicích a po ukončení studia do dělostřelecké školy v Olomouci. Jako dělostřelecký důstojník sloužil v Olomouci, Kostelci nad Labem a Staré Boleslavi. V roce 1929 absolvoval kurz spojovací služby a později spojovací kurz pro dělostřelectvo. Od 1. října 1931 do října 1934 studoval Vysokou školu válečnou v Praze, poté sloužil jako přednosta 2. a 4. oddělení 8. divize v Hranicích. Od července 1936, již jako důstojník generálního štábu byl ustaven přednostou zpravodajského oddělení štábu 1. armádního sboru. Od září 1937 byl ustaven přednostou ofenzivního zpravodajství 2. oddělení HŠ. Těsně před obsazením Čech a Moravy nacistickým Německem, 14. března 1939, odletěl se skupinou plk. Moravce do Anglie.

## V exilu
Ve Velké Británii byl jmenován zástupcem přednosty čs. zpravodajské ústředny. Od srpna 1939 do jara 1940 zpravodajsky působil ve Švédsku, Jugoslávii a Holandsku, kde se mimo jiné podílel na řízení agenta A-54 Paula Thümmela, s nímž pracoval již při svém působení v prvorepublikovém 2. oddělení HŠ. Po obsazení Holandska Němci se přesunul do Francie, kde se později podílel na evakuaci čs. jednotek do Anglie. Po dalším působení v evropských zemích působil od 1. září 1941 do roku 1944 ve funkci přednosty 1. oddělení ofenzivního zpravodajství II. odboru čs. MNO a posléze přednosty 2. oddělení hlavního velitelství čs. branné moci.

## Po válce
Do Československa se vrátil 5. června 1945 a nastoupil jako přednosta 1. oddělení štábu v Táboře. Od října 1946 nastoupil v hodnosti plukovníka na tutéž funkci ve vojenské oblasti Praha. Od léta 1947 působil jako přednosta 8. oddělení HŠ. Od října 1948 byl oficiálně penzionován ze zdravotních důvodů, ve skutečnosti však na nátlak Bedřicha Reicina. Krátce nato byl zatčen a v roce 1951 umístěn do tábora nucených prací. Zároveň byl zbaven vojenské hodnosti.
Po návratu z vězení pracoval ve Staré Boleslavi jako popelář, později jako vrátný. V 60. letech byl částečně rehabilitován. Napsal dvě práce zabývající se československým ofenzivním zpravodajstvím v období První republiky a německé okupace. V roce 1981 byl stižen mrtvicí. Zemřel 28. února 1988 v Písku. Byl ženatý a měl syna a dceru.
Dne 28. října 1992 byl povýšen do hodnosti generálmajora in memoriam. V roce 2002 mu město Brandýs nad Labem-Stará Boleslav udělilo Čestné občanství in memoriam.

## Dílo
- O spolupráci československé a sovětské vojenské rozvědky v Praze a Londýně (Slovanský přehled, 1968)
- STRANKMÜLLER, Emil: Československé ofenzivní zpravodajství v letech 1937 do 15. března 1939. Odboj a revoluce 1968, s. 42–73.
- STRANKMÜLLER, Emil: Československé ofenzivní zpravodajství od března 1939. Odboj a revoluce 1970, s. 189–229.

## Vyznamenání
- 1943 –  Řád jugoslávské koruny, IV. třída
- 1944 –  Pamětní medaile československé armády v zahraničí, se štítky Francie a Velká Británie
- 1945 –  Československý válečný kříž 1939
- Řád britského impéria, IV. třída (military division)